# Ганская кухня

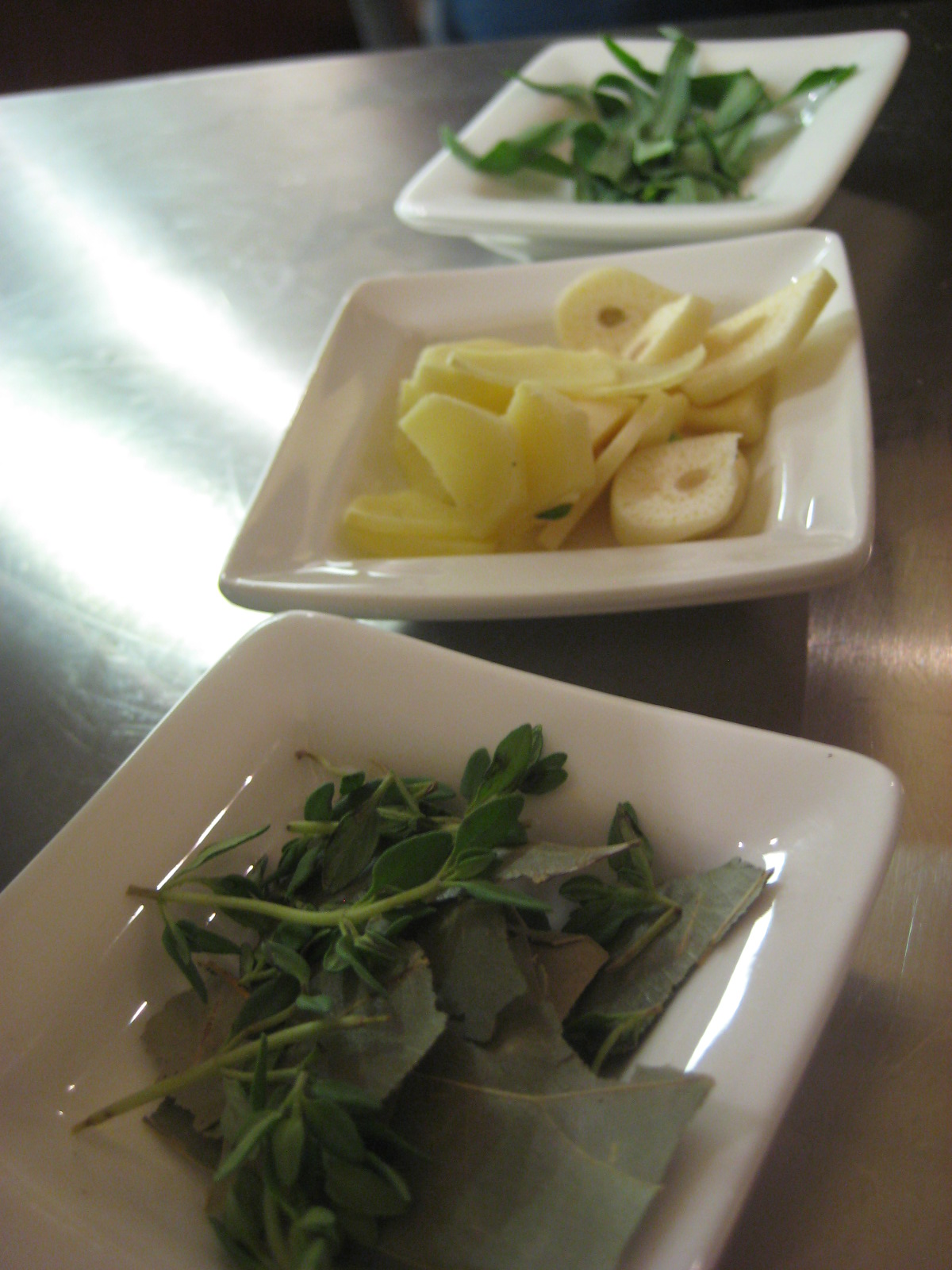
Овощные гарниры в ганском ресторане, включая нарезанный кубиками ананас с нарезанным чесноком и салат из листьев таро

Ганская кухня – кухня народа Ганы, часть западноафриканской кухни. Основные блюда ганской кухни состоят из крахмало-содержащих продуктов, которые подаются с соусом или супом, содержащим источник белка. Основными ингредиентами для подавляющего большинства супов и тушёных блюд являются помидоры, бамия(окра), острый перец и лук. В результате большинство ганских супов и тушеных блюд имеют красный или оранжевый цвет.

## Основные продукты питания

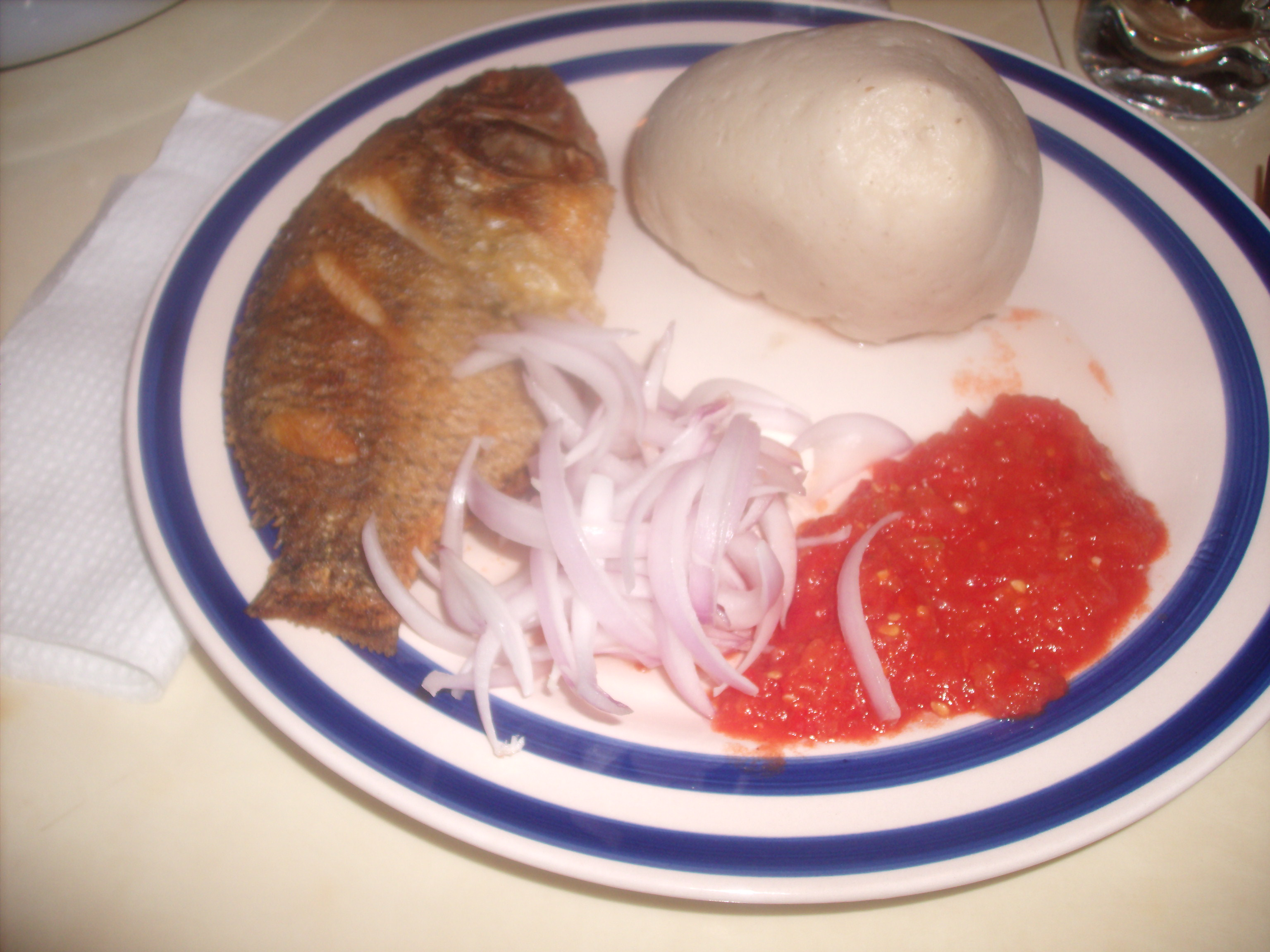
Банку по-гански

Типичные продукты питания в южной части Ганы включают маниок и бананы. В северной части основными продуктами питания являются просо и сорго. Ямс, кукуруза и бобы используются по всей Гане в качестве основных продуктов питания. Сладкий картофель и кокоям также важны в ганской диете и кухне. С приходом глобализации такие злаки, как рис и пшеница всё чаще включаются в ганскую кухню. Приведенные ниже характерные блюда Ганы приготовлены из этих продуктов.

### Продукты, приготовленные из кукурузы
- Акпле (akple), традиционная еда народа эве, готовится из кукурузной муки и употребляется с перечным соусом, тушеным мясом или любым супом. Её обычно подают с супом из бамии (fetridetsi) или тушеной сельдью (abɔbitadi). Акпле никогда не готовят так, как похожее блюдо банку (banku). Важным отличительным фактором между ними является то, что банку требует использования специального предварительно приготовленного жидкого продукта, слегка ферментированной смеси из кукурузно-маниокового теста.
- Банку (banku) со всеми его впечатляющими разновидностями было придумано племенем Га Дангме (Ga Dangme или Ga) из региона Большая Аккра как небольшое отклонение от процесса приготовления Га-Кенки (Ga-Kenkey), требующего другой обработки «афлаты», теста из кукурузы и тесто из маниоки. Но в отличие от Га-Кенки не требует использования кукурузной шелухи. Одному конкретному основному клану племени Гадангме приписывают оригинальный рецепт еды банку, хотя это может быть оспорено среди основных кланов[1]. Иногда используется только кукурузная мука, но во многих регионах тесто из маниоки готовят вместе с ферментированным кукурузным тестом[2].
- Мморе (Mmore) — это блюдо, приготовленное из ферментированного кукурузного теста без маниоки, которое готовят как банку у народа акан.
- Кенки / коми / докону (Kenkey/komi/dokonu) — это ферментированное кукурузное тесто, завернутое в кукурузу, блюдо народа га, которые называют его komi или Ga kenkey. Другой вариант, происходящий от народа фанти, это Fante Dokono или Fanti Kenkey, который обернут листьями плантана (банана), которые придают ему другую текстуру, вкус и цвет по сравнению с Ga kenkey. Оба варятся в течение длительного времени в однородные твердые шарики.
- Туо Заафи (Tuo Zaafi) — блюдо из проса, сорго или кукурузы, происходящее из Северной Ганы.
- Фонфом (Fonfom) — блюдо из кукурузы, популярное на юго-западе Ганы.

### Блюда из риса
- Ваакье (Waakye) — блюдо из риса и фасоли пурпурно-коричневого цвета. Цвет происходит от местной травы Sorghum bicolor[3]. Этот гарнир имеет поразительное сходство с западно-индийским рисом с горохом. Рис готовят и пропаривают с местными листьями, кокосом и бобовыми, такими как черноглазый горох или фасоль.
- Омо Туо (Omo Tuo) / Рисовый шарик — липкое рисовое пюре, которое обычно едят с арахисовым супом.
- Варёный рис сопровождает многие виды красных тушеных блюд.
- Рис джолоф — рис, приготовленный в бульоне, томатах, специях и мясе, сваренных вместе. Это блюдо придумали торговцы империи Джолоф из Сенегала, которые поселились в Зонго, районах в городах Западной Африки, до колониального периода. Адаптированный к местным ганским вкусам, его обычно едят с тушёной, жареной или приготовленной на гриле козлятиной, бараниной, курицей или говядиной.
- Жареный рис — жареный рис в китайском стиле, адаптированный к ганским вкусам.
- Ангва му (Angwa moo) — также называемое «рисом в масле». Рис с маслом готовят, сначала обжаривая лук на масле, а затем добавляя воду после того, как лук подрумянится, что придает рису другой аромат. Затем рис готовят в водно-масляной смеси, чтобы придать рису маслянистый вид. Его можно приготовить с овощами или мясным фаршем, добавить по вкусу. В основном его подают с перцем, молотым в глиняной посуде, дополняя его либо консервированными сардинами, либо яичницей-глазуньей.
- Нгво му (Ngwo moo, «пальмовый рис») — альтернатива рису в масле, приготовленному на пальмовом масле вместо растительного. Вкус определяется типом используемого пальмового масла.

### Продукты, приготовленные из маниоки
- Коконте или абете (Kokonte, abete) — еда из сушеного очищенного порошка маниоки, который обычно подают вместе с супом из арахиса, состоящим из различных видов мяса, таких как рубец, баранина или копчености.
- Фуфу — толченый маниок и банан, толченый батат и банан, или толченый кокоям/таро. К этому гарниру всегда подают один из многочисленных сортов ганских супов.
- Гари (Gari) — гранулированная мука, полученная путем переработки крахмалистых клубней свежесобранной маниоки. Часто подается с red red, тушеным мясом из рыбы и черноглазого гороха или Шито (особый перечный соус) и рыбой.
- Ачеке — изготавливается из маниоки и популярен среди аанта, нзема и говорящих на акан в Кот-д’Ивуаре.
- Плакали (Plakali) — изготавливается из маниоки и популярен среди аанта, нзема и говорящих на акан в Кот-д’Ивуаре.

## Блюда из бобов
- Ред-ред (red-red) — популярное в Гане тушёное мясо из фасоли и рыбы, которое подаётся с жареным спелым бананом и часто сопровождается гари, рыбой и бобовыми. Получило своё название из-за пальмового масла, которым окрашивается тушёная фасоль, и ярко-оранжевого цвета жареного спелого банана.
- Тубаани (tubaani) — это пирог с варёной фасолью, который в Нигерии называется мойн-мойн.

### Блюда из ямса

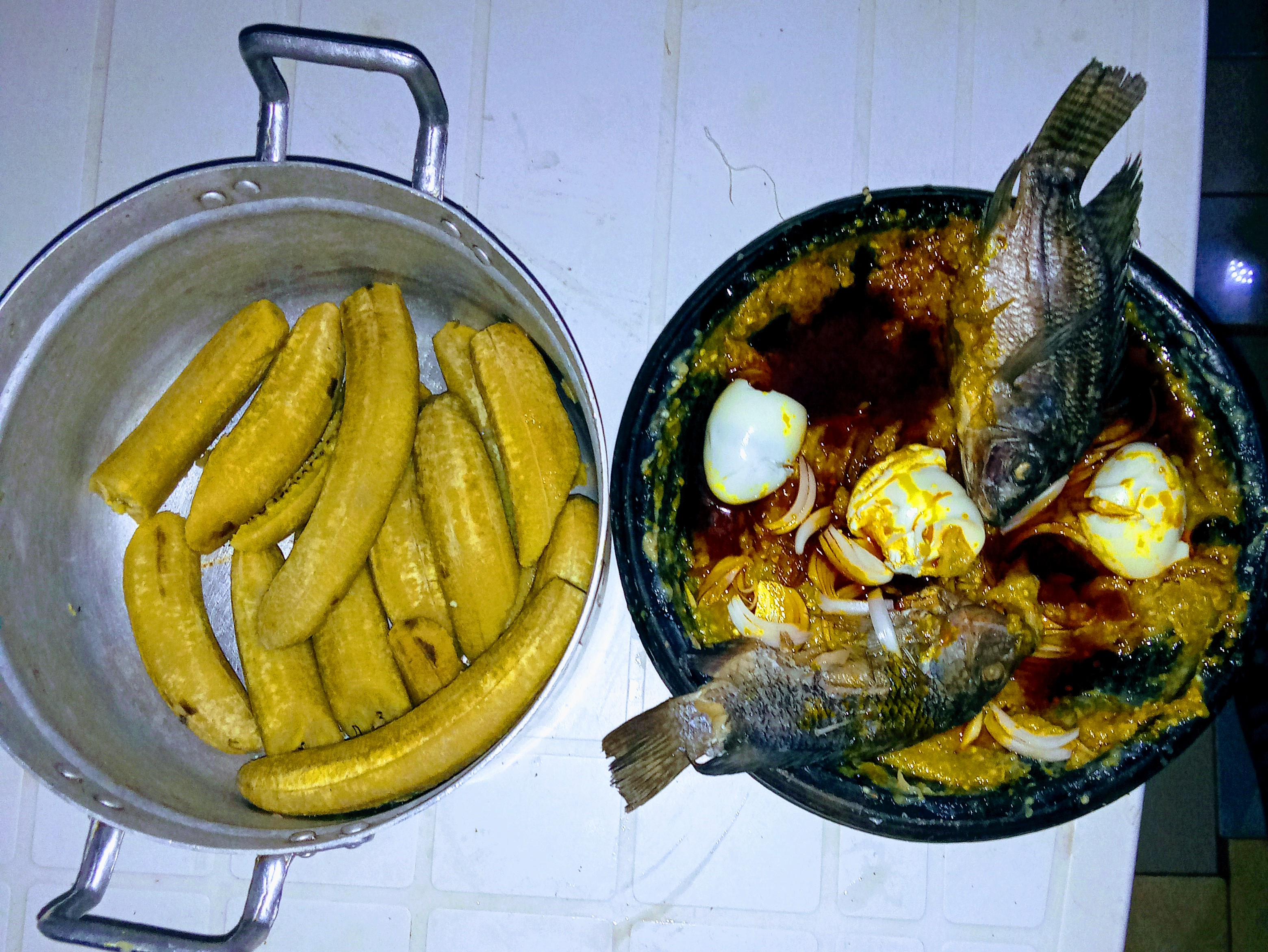
Ампези: стью из банана и бакалажанов-«садовых яиц»

- Ампези (Ampesie) — варёный ямс. Его также можно приготовить из банана, кокояма, картофеля, батата или маниоки. Этот гарнир традиционно едят с рыбным рагу, содержащим помидоры, масло и специи.
- Ям фуфу (Yam fufu) — фуфу, приготовленное из ямса вместо маниоки, банана или кокояма, это мягкое тесто традиционно едят с ганским супом. Он популярен в северной и юго-восточной Гане.
- Мпотомпото (Mpotompoto, запеканка или каша из ямса) — ломтики ямса, приготовленные с большим количеством воды и перца, луком, помидорами, солью и приправами.

## Супы и рагу
Большинство ганских гарниров подаются с тушеным мясом, супом или мако (острая приправа, приготовленная из сырого красного и зеленого перца чили, лука и помидоров. Ганские рагу и супы довольно изысканные, с щедрым и умелым использованием экзотических ингредиентов, с широким разнообразием вкусов, специй и текстур.

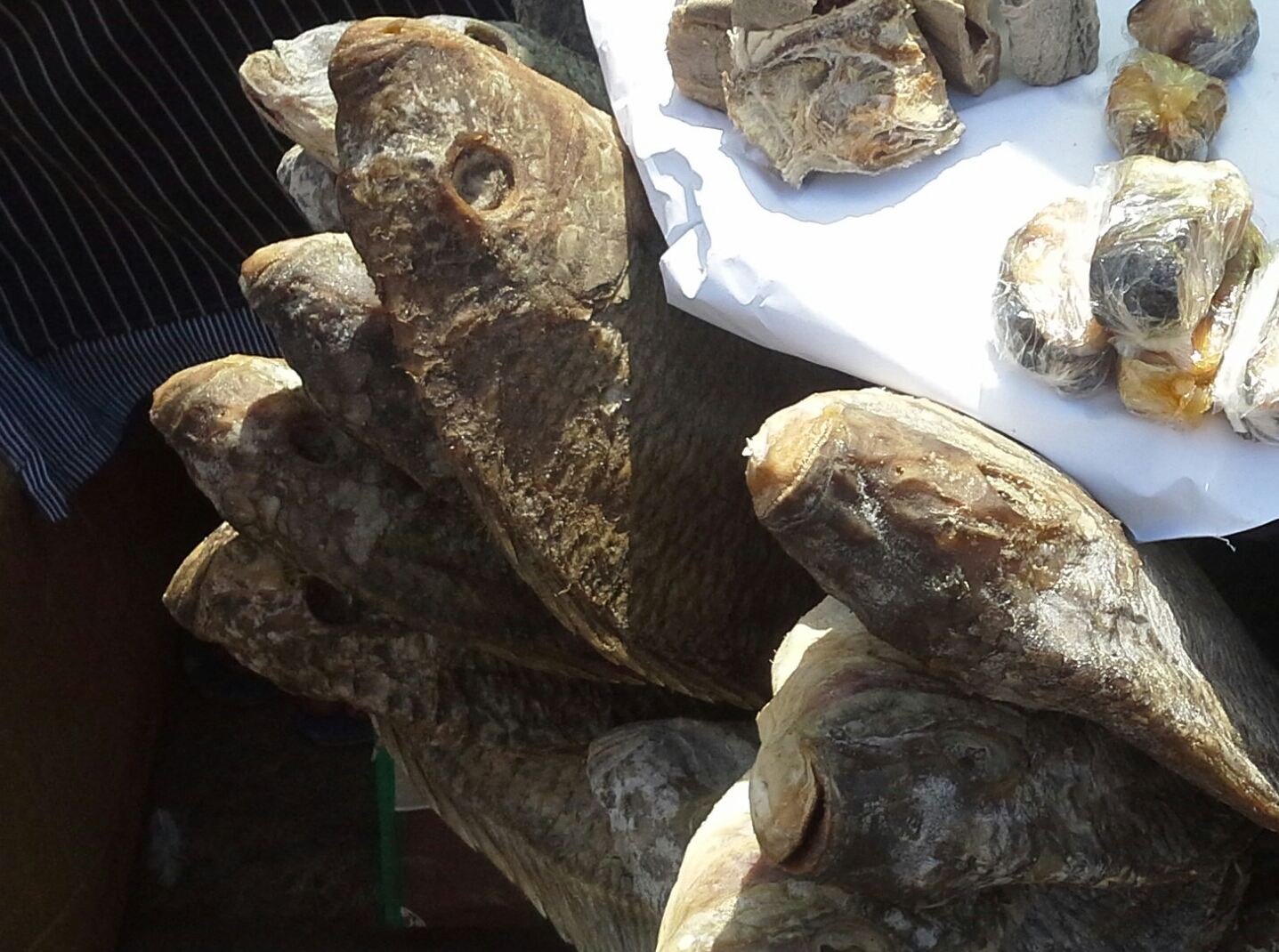
Кооби — засоленная сушеная тилапия

Пальмовые орехи, арахис, листья кокояма, айойо, шпинат, дикие грибы, бамия, «садовые яйца» (баклажаны), помидоры и различные виды бобовых являются основными ингредиентами ганских супов и тушеных блюд, а в случае с бобовыми их количество может увеличиться вдвое в качестве основного белкового ингредиента.
Говядина, свинина, козлятина, баранина, курица, копченая индейка, рубец, сушеные улитки и жареная рыба являются распространенными источниками белка в ганских супах и тушёных блюдах. Иногда в одном супе смешиваются разные виды мяса, а иногда и рыба. Супы подаются как основное блюдо, а не как закуска. Также часто можно найти копченое мясо, рыбу и морепродукты в ганских супах и тушеных блюдах. К ним относятся крабы, креветки, морские улитки, осьминоги, личинки, улитки, утки, субпродукты, свиные копыта, устрицы.
Мясо, грибы и морепродукты могут быть копчёные, солёные или сушёные для улучшения вкуса и сохранения. Соленая рыба широко используется для ароматизации тушеных блюд из рыбы. Такие специи, как тимьян, чеснок, лук, имбирь, перец, карри, базилик, мускатный орех, сумбала, Tetrapleura tetraptera (prekese) и лавровый лист, используются для придания экзотического и пряного вкуса, характерного для ганской кухни.
Пальмовое масло, кокосовое масло, масло ши, пальмоядровое масло и арахисовое масло являются важными маслами в кухне Ганы, используемыми для приготовления пищи или жарки, и иногда их нельзя заменить в некоторых ганских блюдах. Например, использование пальмового масла в рагу из окры, eto, fante fante, red red или Gabeans, стью egusi и mpihu/mpotompoto (аналогично poi). Кокосовое масло, пальмоядровое масло и масло ши утратили свою популярность для приготовления пищи в Гане из-за появления рафинированных масел и негативных публикациях в ганских СМИ. В настоящее время они в основном используются в традиционных домохозяйствах, для изготовления мыла и у уличных продавцов продуктов питания в качестве более дешевой замены рафинированного растительного масла.
Обычными ганскими супами являются арахисовый суп, легкий (томатный) суп народа GaDangme (или Ga), суп контомире (kontomire, из листьев таро), суп из пальмовых орехов, суп ayoyo из джута и суп из бамии.
Ганское томатное стью или соус — это тушёное мясо, которое часто подают с рисом или ваакье (блюдо из вареного риса и бобов). Другие овощные стью готовят из kontomire, баклажанов, эгуси (тыквенных семечек), шпината, бамии и т. д.
Кебабы являются популярным видом барбекю и готовятся из говядины, козлятины, свинины, соевой муки, сосисок и цесарок. Другие жареные несладкие продукты включают жареный банан, кукурузу, батат и кокоям.
Свежая кукуруза, приготовленная на пару, yakeyake, kafa, akyeke, tubani, moimoi, мойн-мойн (фасолевый пирог), emo dokonu (рисовое пирожное) и esikyire dokonu (подслащенный кэнки, kenkey) — всё это примеры приготовленных на пару и вареных блюд, в то время как сладкий хлеб (банановый пирог) и мясной пирог, похожий на ямайские пирожки, и эмпанада— это печённые несладкие блюда. Aprapransa, eto (пюре из батата) и молоко atadwe (сок чуфа) — другие пикантные продукты. Замоченная мука из маниока, гарри, и блюда из неё — современный фаворит. Это смесь гарри (сушеный жареный маниок), сахар, арахис и молоко.

## Еда на завтрак

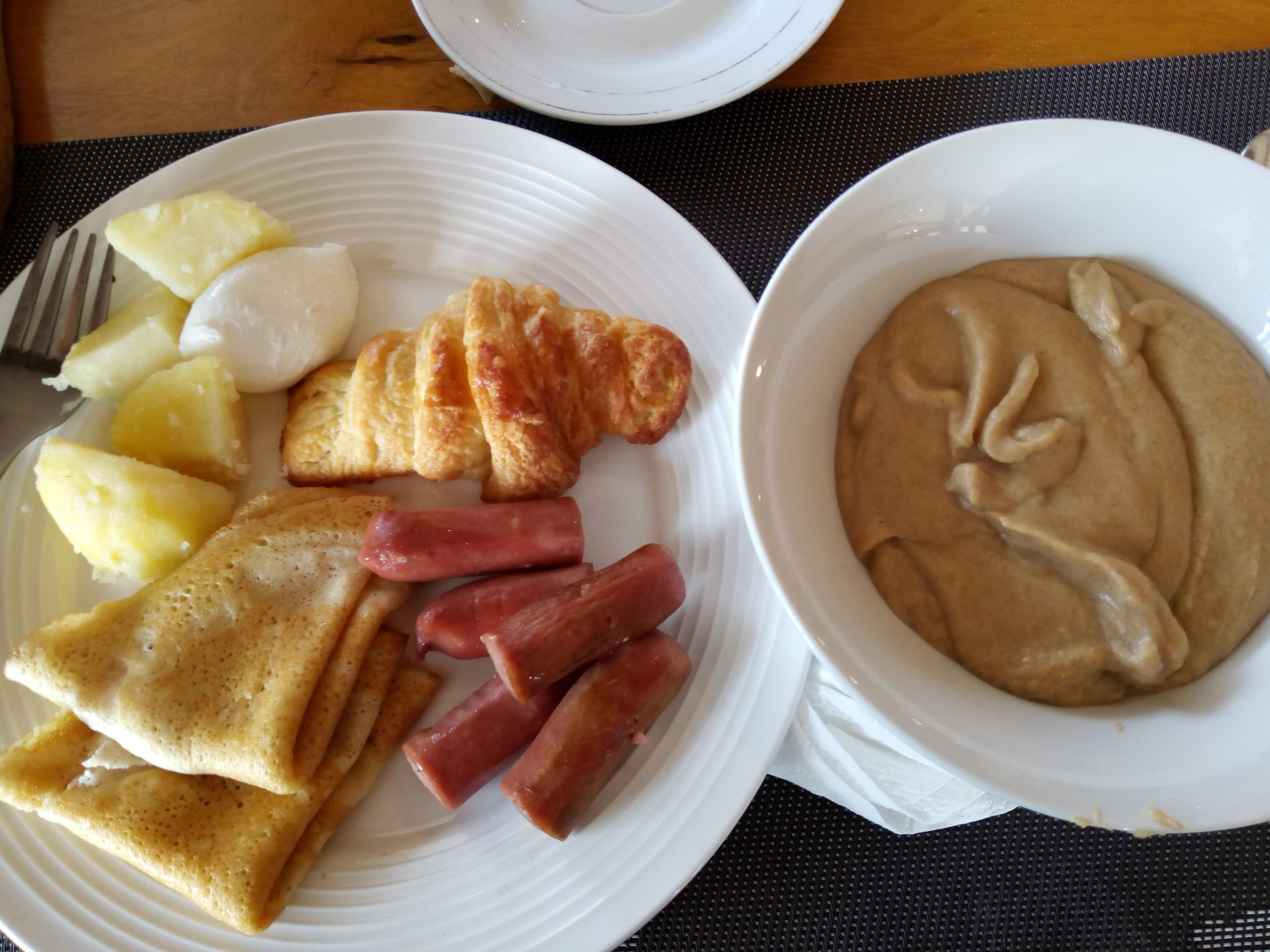
Томбраун с сосисками, блинчиками с круассанами, картофелем и яйцом

Большинство из упомянутых выше блюд подаются во время обеда и ужина в современной Гане. Однако те, кто занимается физическим трудом, и большое количество горожан по-прежнему едят эти продукты на завтрак и обычно покупают их на улице. Другой популярный завтрак называется huasa koko (северная каша). Её обычно готовят северяне, мусульмане, обычно она сладкая. Кашу подают с оладьями koose или с хлебом с арахисом.
В крупных ганских городах люди из рабочего класса часто брали с собой фрукты, чай, шоколадный напиток, овсянку, рисовую кашу/хлопья (местное название рисовая вода) или kooko (ферментированная кукурузная каша) и koose/akara или maasa (фасоль, спелый банан и оладьи из кукурузной муки). Другие продукты для завтрака включают крупы, tombrown (жареная кукурузная каша) и пшённую кашу.
Хлеб является важной выпечкой и частью ганского завтрака. Ганский хлеб, известный своим хорошим качеством, выпекается из пшеничной муки, а иногда для улучшения текстуры добавляется мука из маниоки. В Гане есть четыре основных вида хлеба. Это чайный хлеб (похожий на багет), сахарный хлеб (сладкий хлеб), черный (цельнозерновой) хлеб и хлеб с маслом. Ржаной хлеб, овсяный хлеб и солодовый хлеб также довольно распространены.

## Сладкие блюда

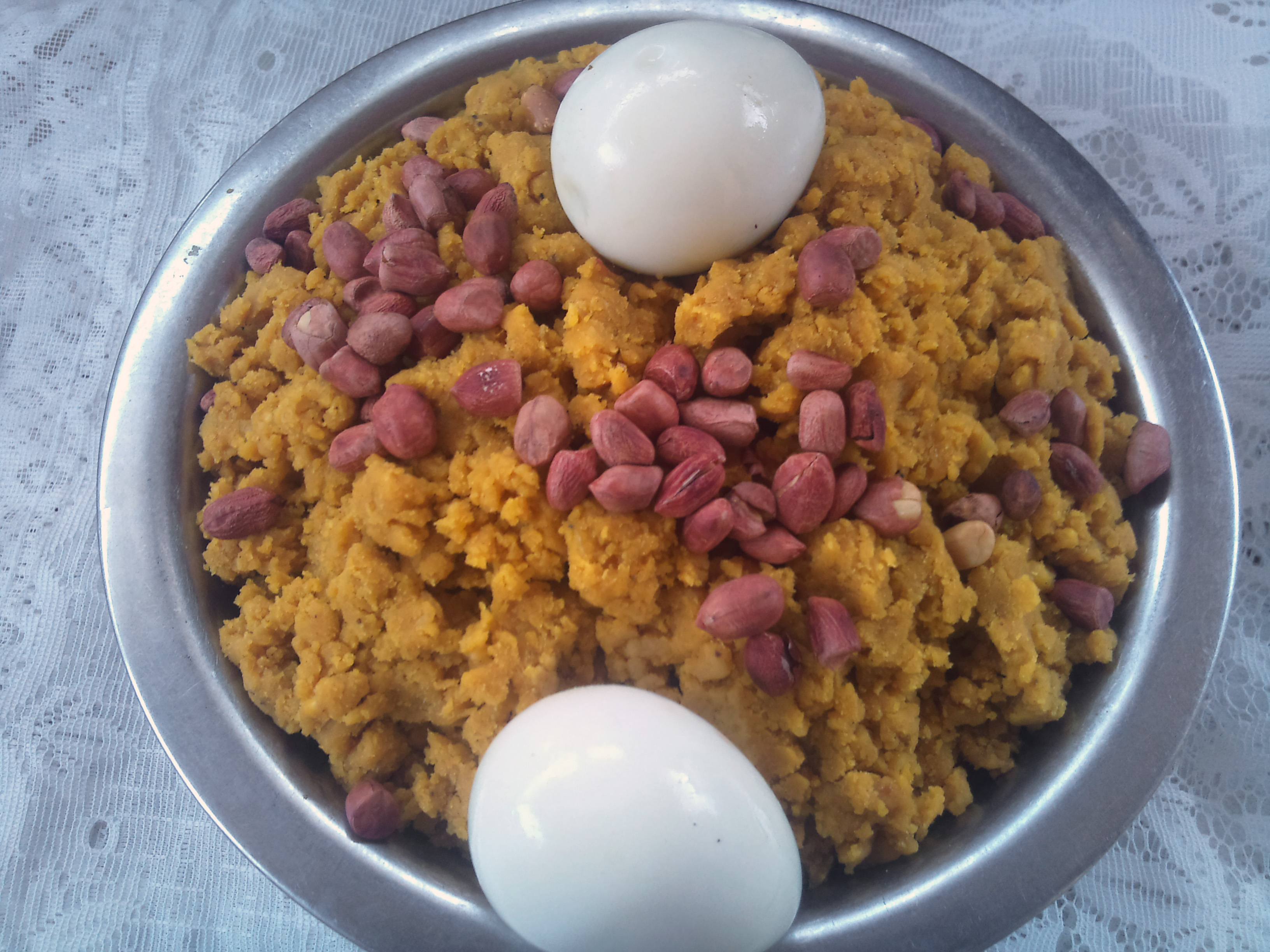
Этор — популярное блюдо на юге Ганы, приготовленное из плантана (банана) или батата, сваренного в пюре и смешанного с пальмовым маслом. Для украшения блюда используется арахис и яйца

Существует много сладких местных блюд, которые были маргинализированы из-за их низкого спроса и длительного процесса приготовления. Ганские сладкие блюда (или кондитерские изделия) можно жарить, готовить на гриле, варить, запекать или готовить на пару.
Жареные сладкие блюда включают нарезанный кубиками и приправленный спелый банан (kelewele), который иногда подают с арахисом. Koose, приготовленный из очищенной фасоли (и очень близкое блюдо акараже, приготовленное из неочищенной фасоли), maasa, pinkaaso, и жареные пончики bofrot/Puff-puff (из пшеничной муки); waakye, кекс dzowey и nkate (из арахиса); kaklo и tatale (оладьи из спелых бананов); торт kube и тоффи kube (из кокоса); bankye krakro, бисквит gari, и krakye ayuosu (из маниоки); сгущенное молоко, тоффи, чипсы из банана (или жареный банан) и wagashi (жареный фермерский сыр).

## Напитки

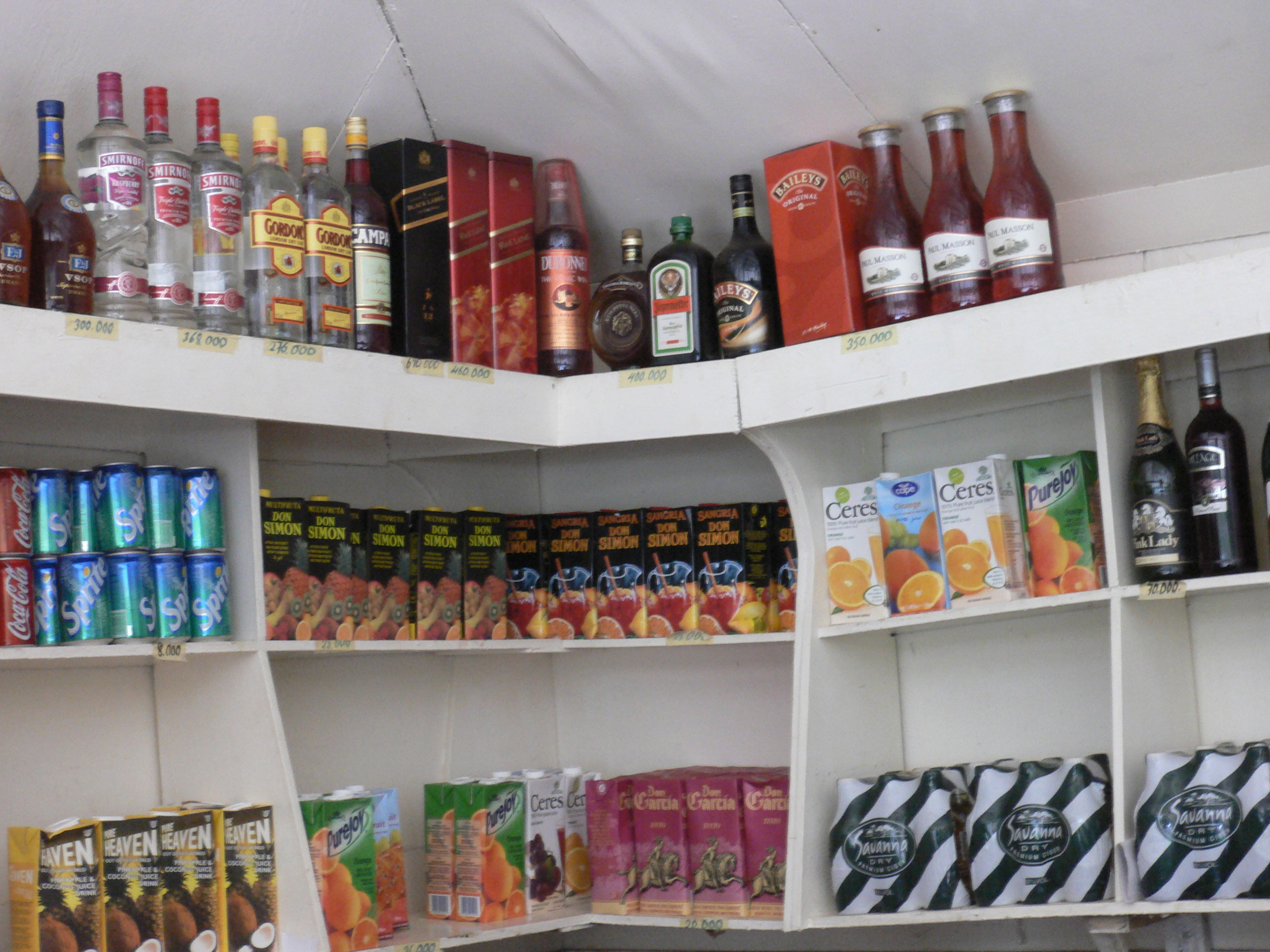
Традиционные напитки в магазине в Гане

На юге Ганы распространены такие напитки, как asaana (из ферментированной кукурузы). Вдоль озера Вольта и на юге Ганы можно найти пальмовое вино, оно быстро ферментируется, а затем используется для перегонки akpeteshie (местного джина). Акпетеши можно перегонять и из патоки. Кроме того, из кенки можно приготовить напиток и охладить его, что в Гане известно как ice kenkey. В северной Гане bisaab/sorrel, toose и lamujee (пряный подслащенный напиток) являются распространенными безалкогольными напитками, тогда как pitoo (местное пиво из ферментированного проса) является алкогольным напитком.
В городских районах Ганы напитки могут включать фруктовые соки, какао-напитки, свежую кокосовую воду, йогурт, мороженое, газированные напитки, солодовые напитки и соевое молоко. Кроме того, ганские винокурни производят алкогольные напитки из какао, солода, сахарного тростника, местных лекарственных трав и коры деревьев. Они включают биттеры, ликёры, сухие джины, пиво и аперитивы.

## Уличная еда в Гане
Уличная еда очень популярна как в сельских, так и в городских районах Ганы. Большинство ганских семей едят по крайней мере три раза в неделю у уличных торговцев едой, у которых можно купить все виды продуктов, включая основные продукты, такие как кенки, ред-ред и ваакье. Сырой стейк, варёные кукурузные початки, пончики баф-баф или boflot (bo-float) и жареный банан, продаются в основном уличными торговцами едой.
Ледяной кенки из ферментированной кукурузной муки — популярный охлажденный десерт, который продают уличные торговцы на открытых рынках .

## Распространённые в Гане блюда

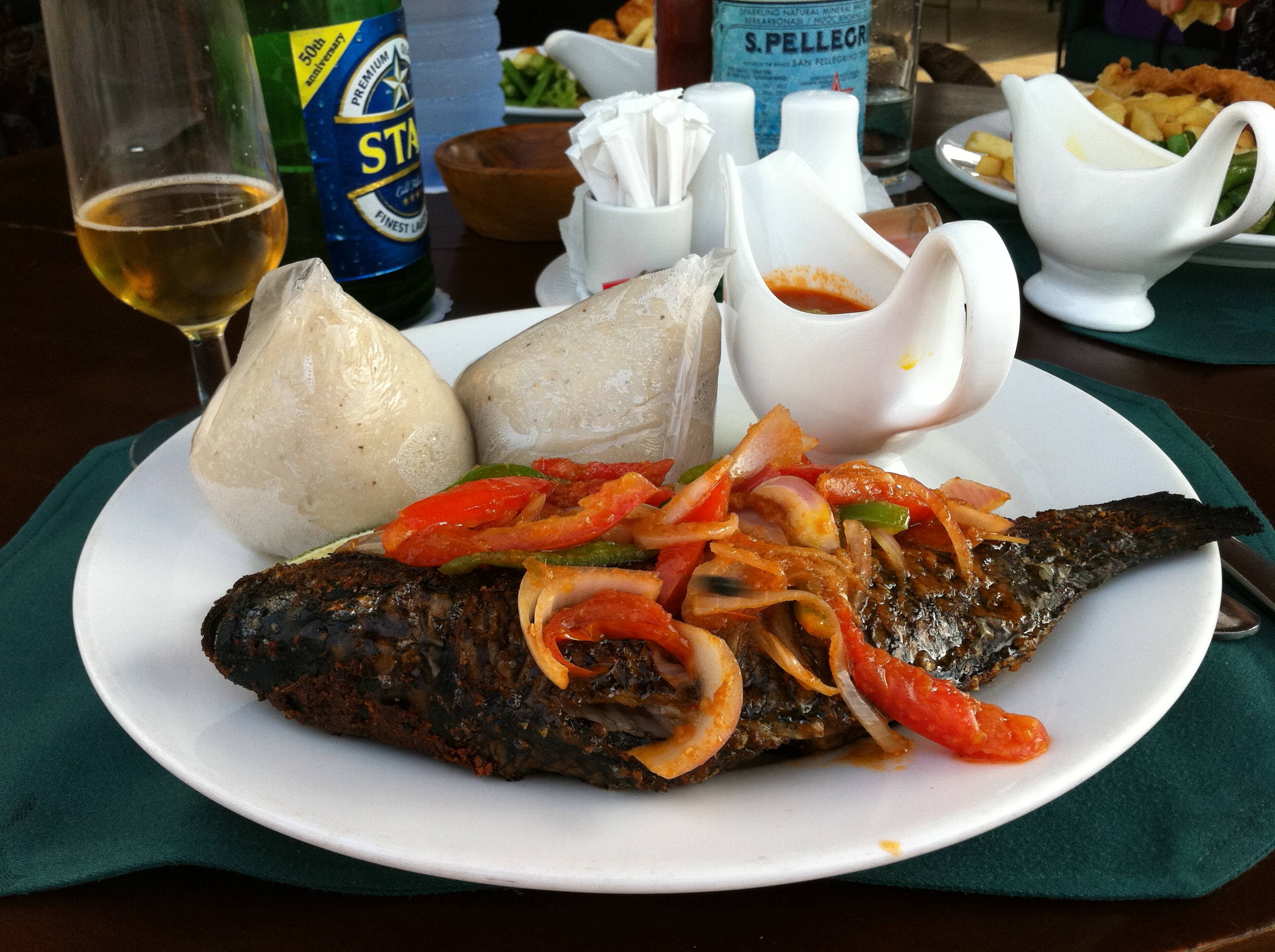
Банку и тилапия на гриле
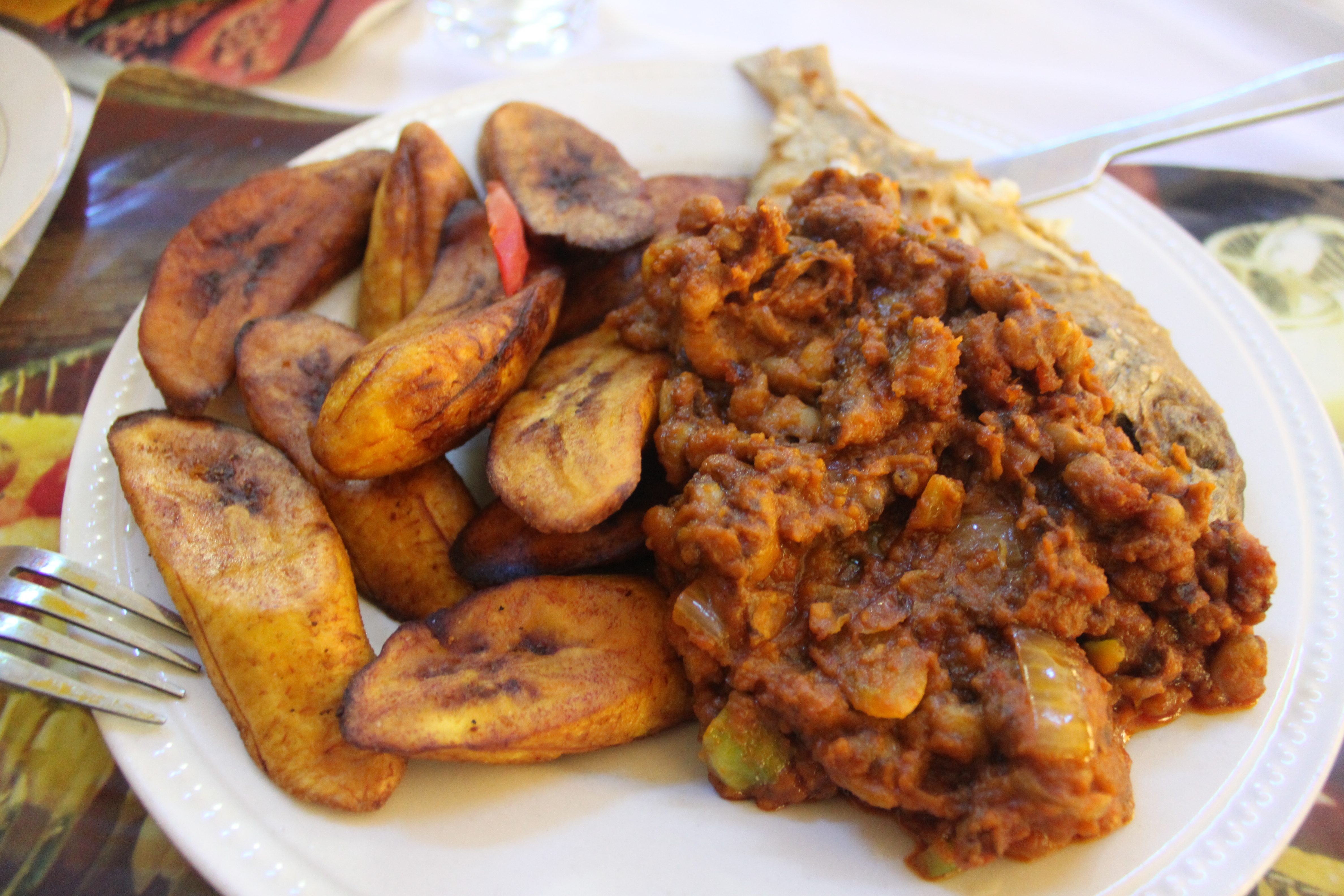
Ред-ред: стью из фасоли и рыбы с жареным бананом
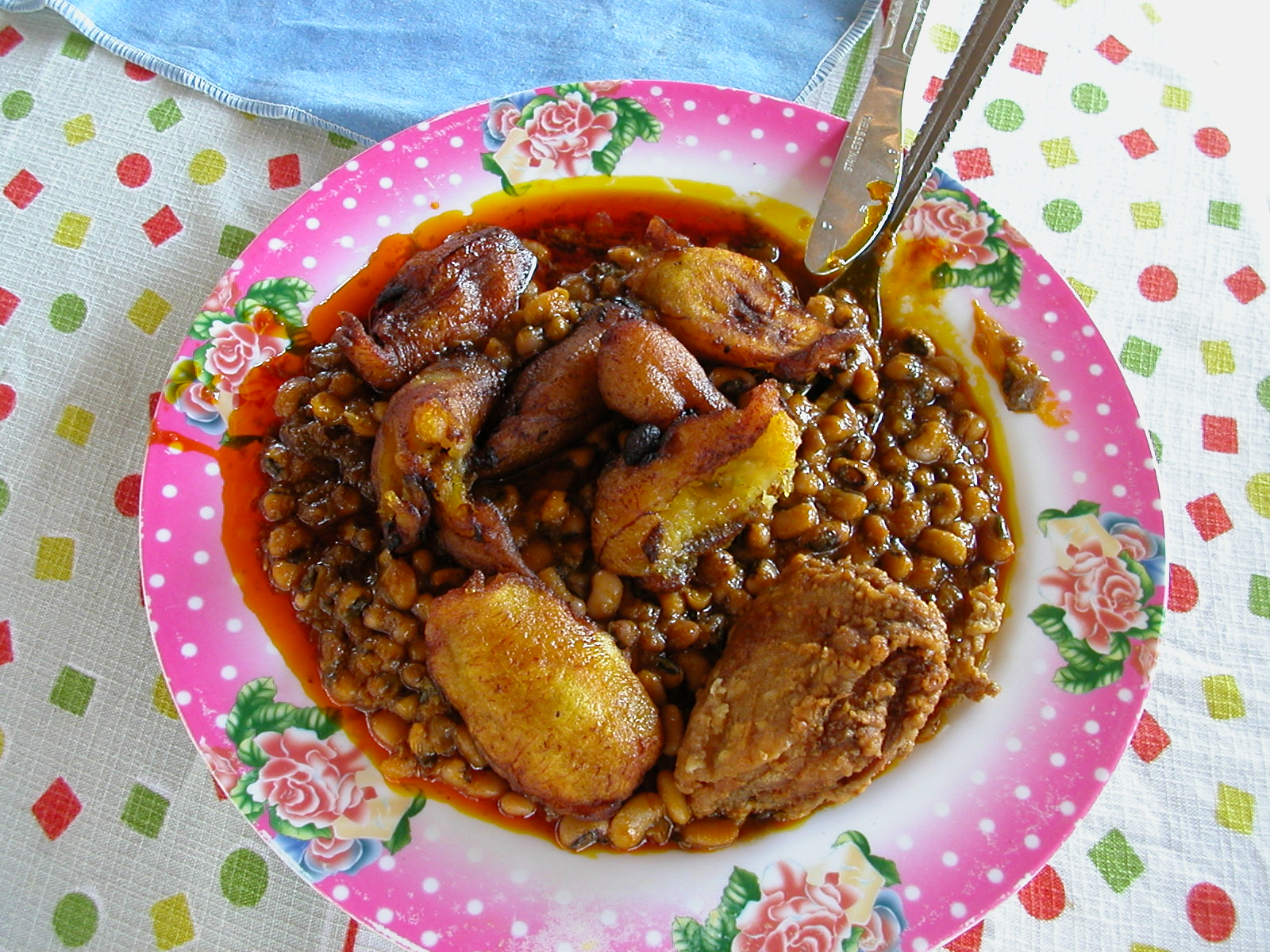
Бобы, бананы и курица
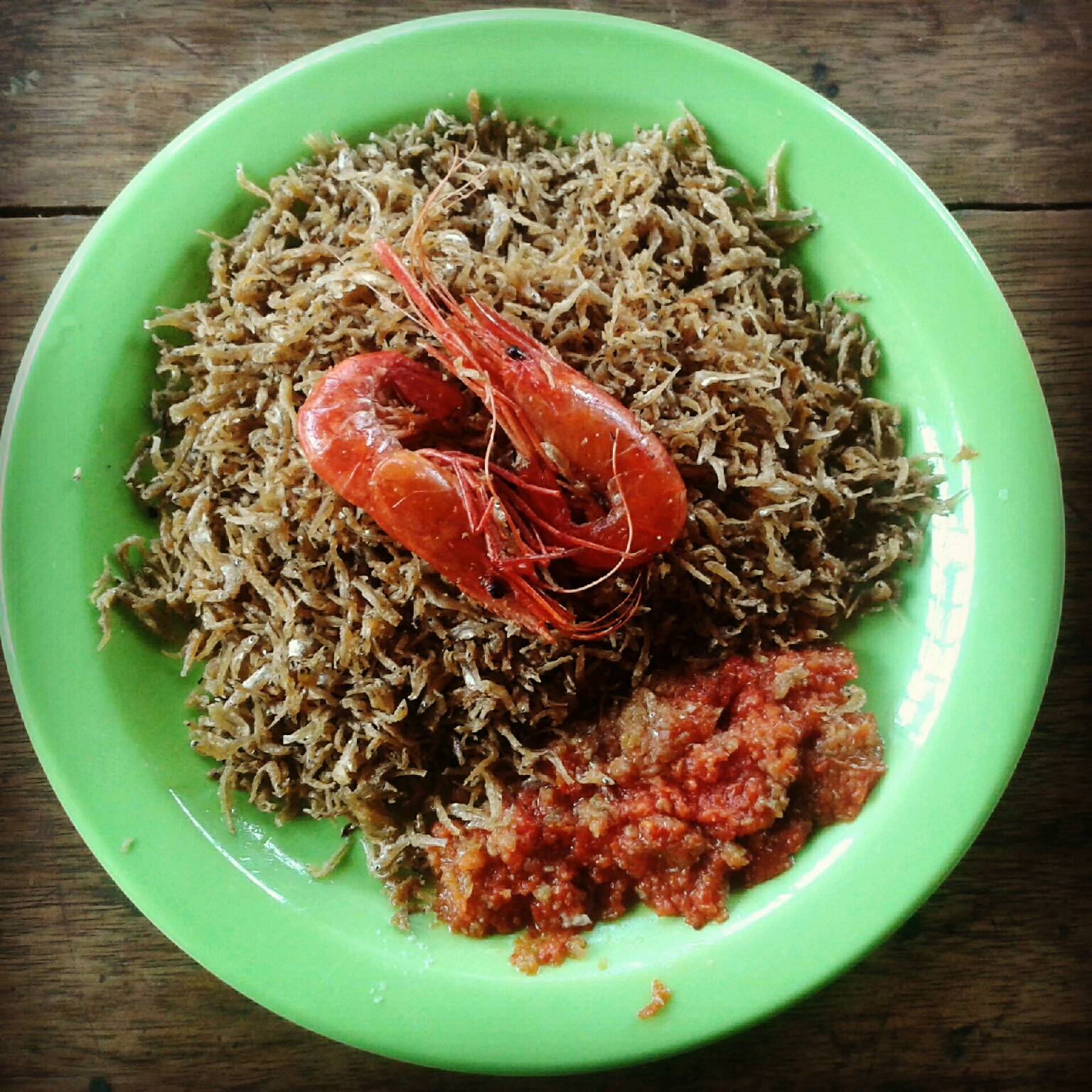
«Одна тысяча человек»: вареные креветки и жареные танганьикские сардины
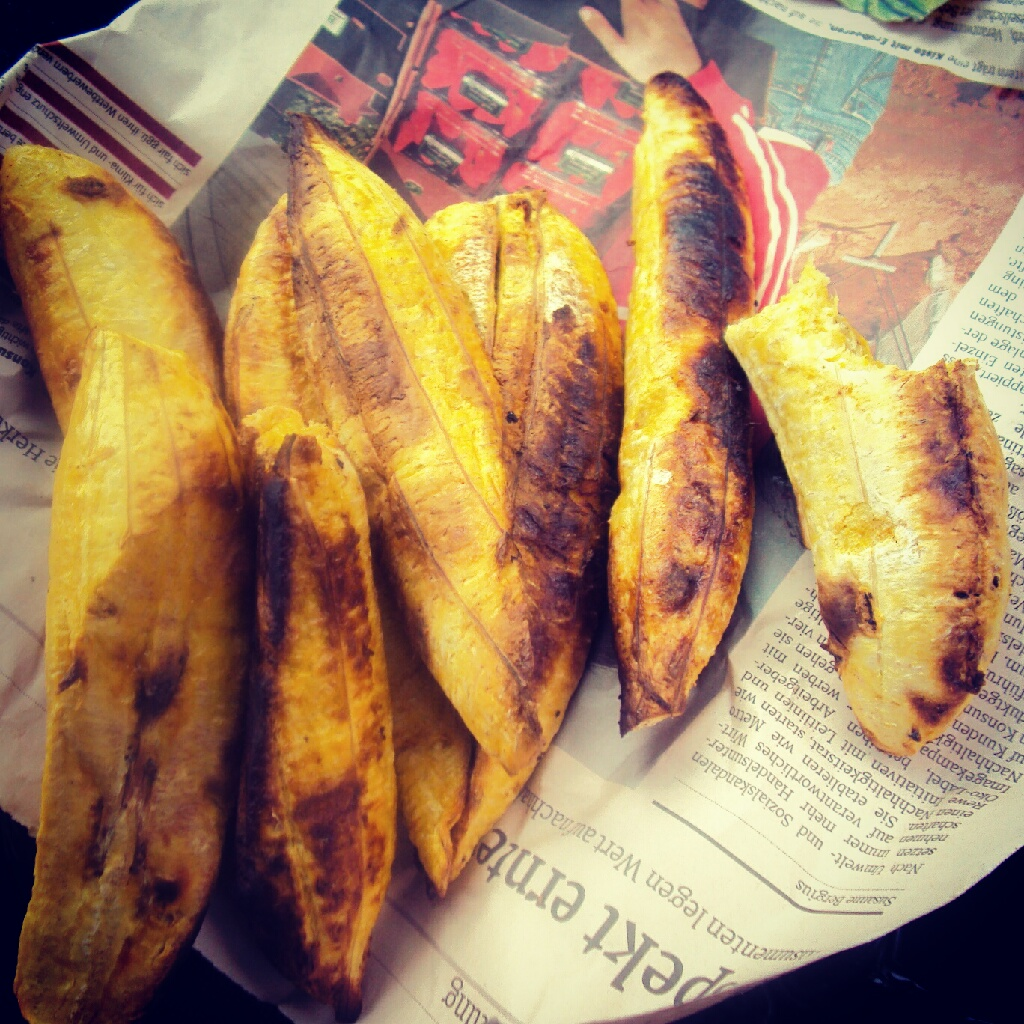
Ганский Kɔkɔ a y'atoto (прозвище: Kofi Broke Man) спелый банан, обжаренный на углях
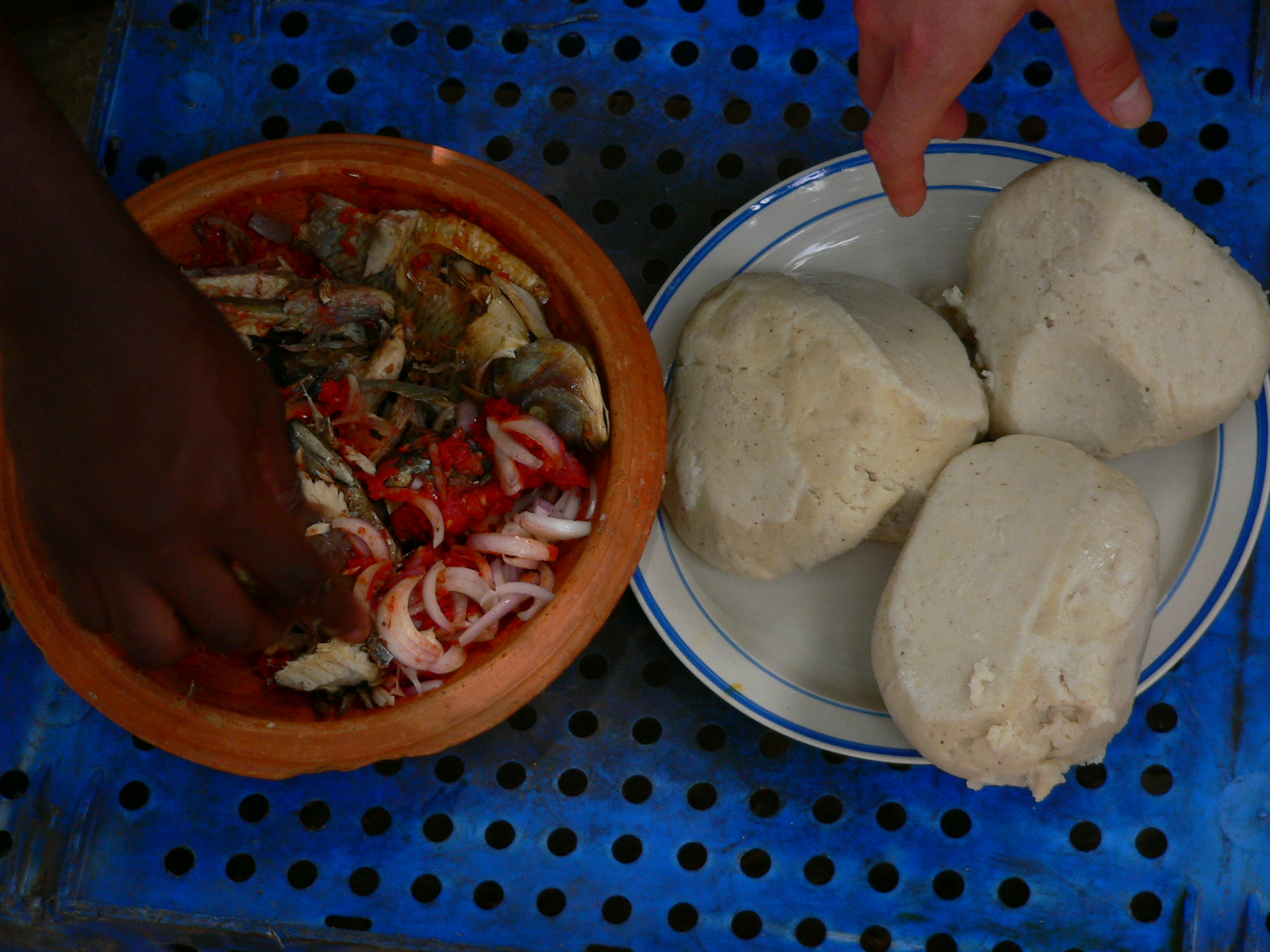
Конконте по-гански
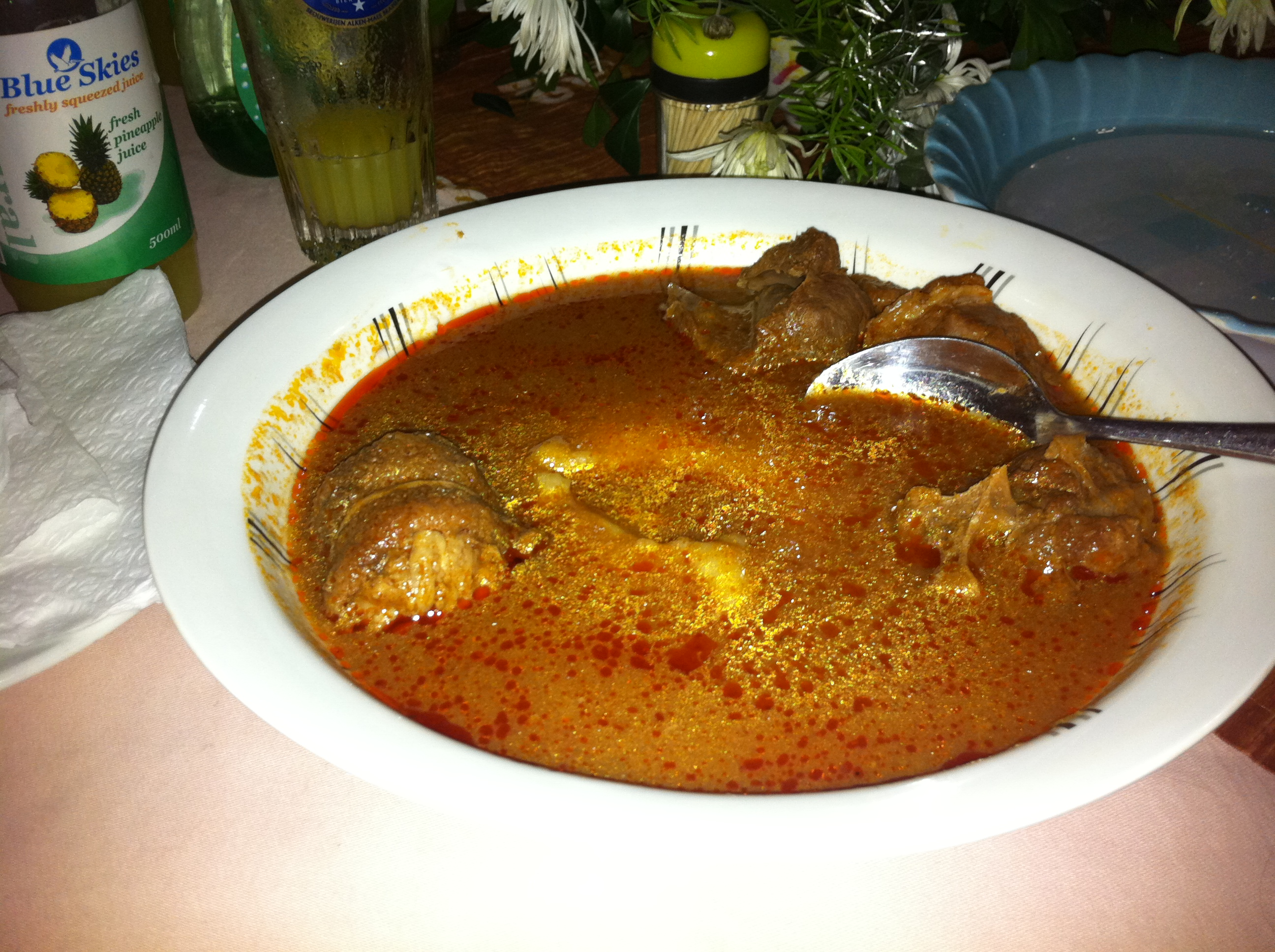
Ганский фуфу в супе из пальмовых орехов с козлятиной
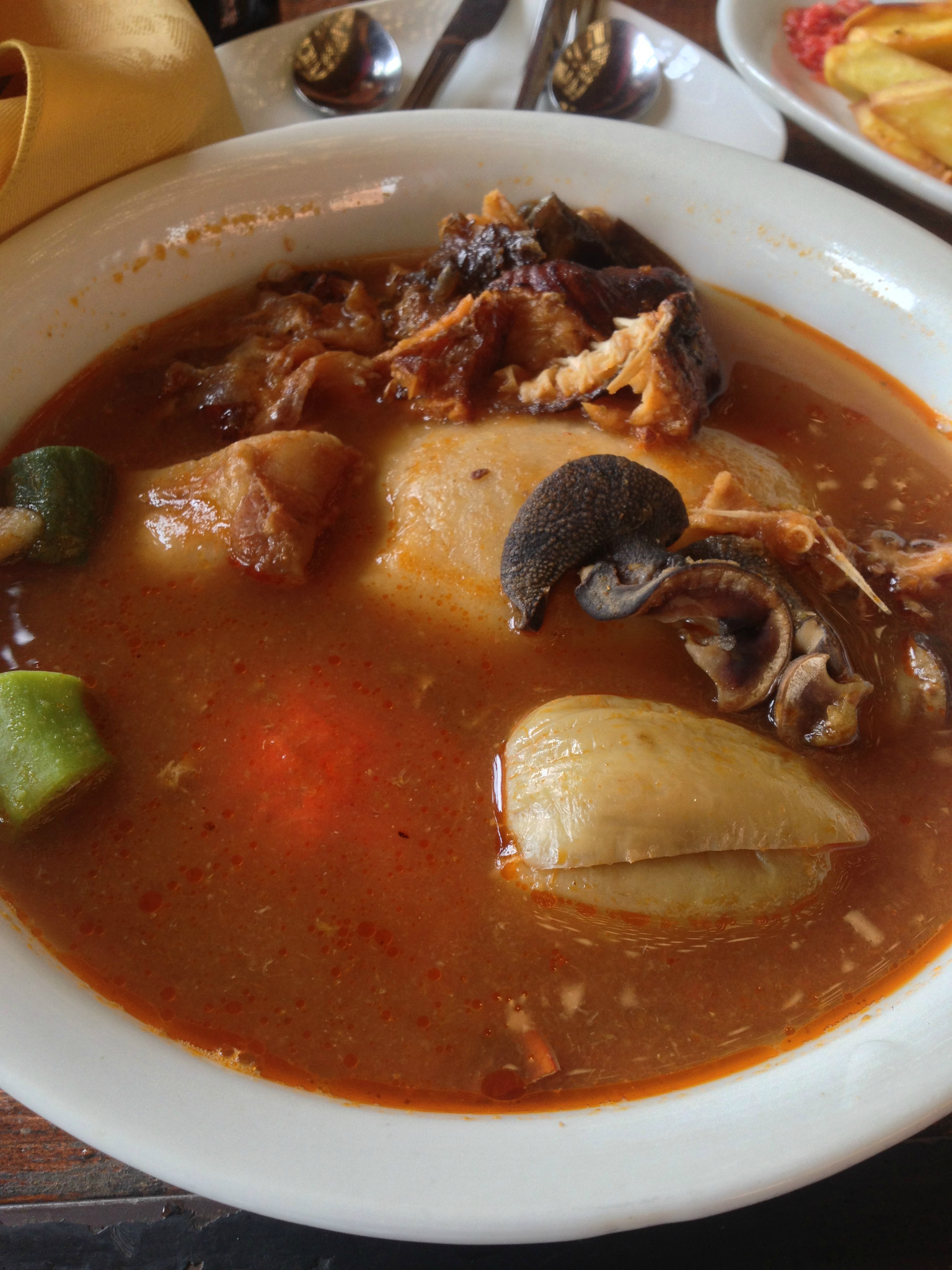
Фуфу и легкий томатный суп с мясом
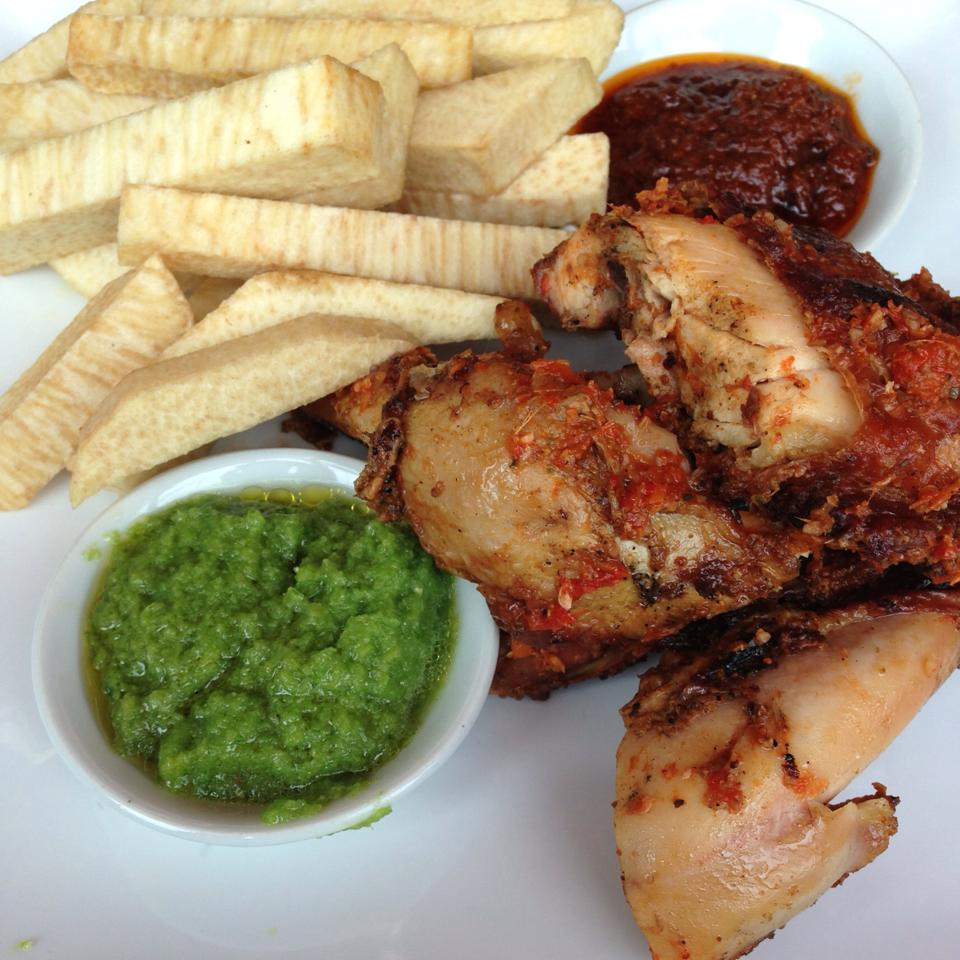
Жареный батат с острой курицей и kpakpo shito (молотый зеленый перец)
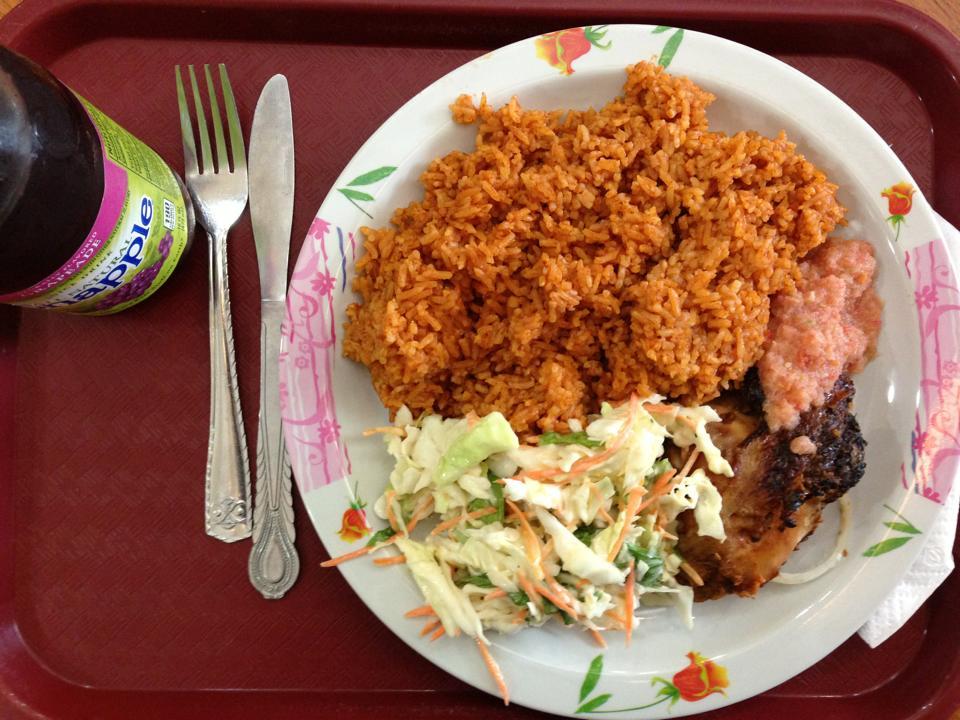
Рис джолоф с салатом из капусты и курицей барбекю
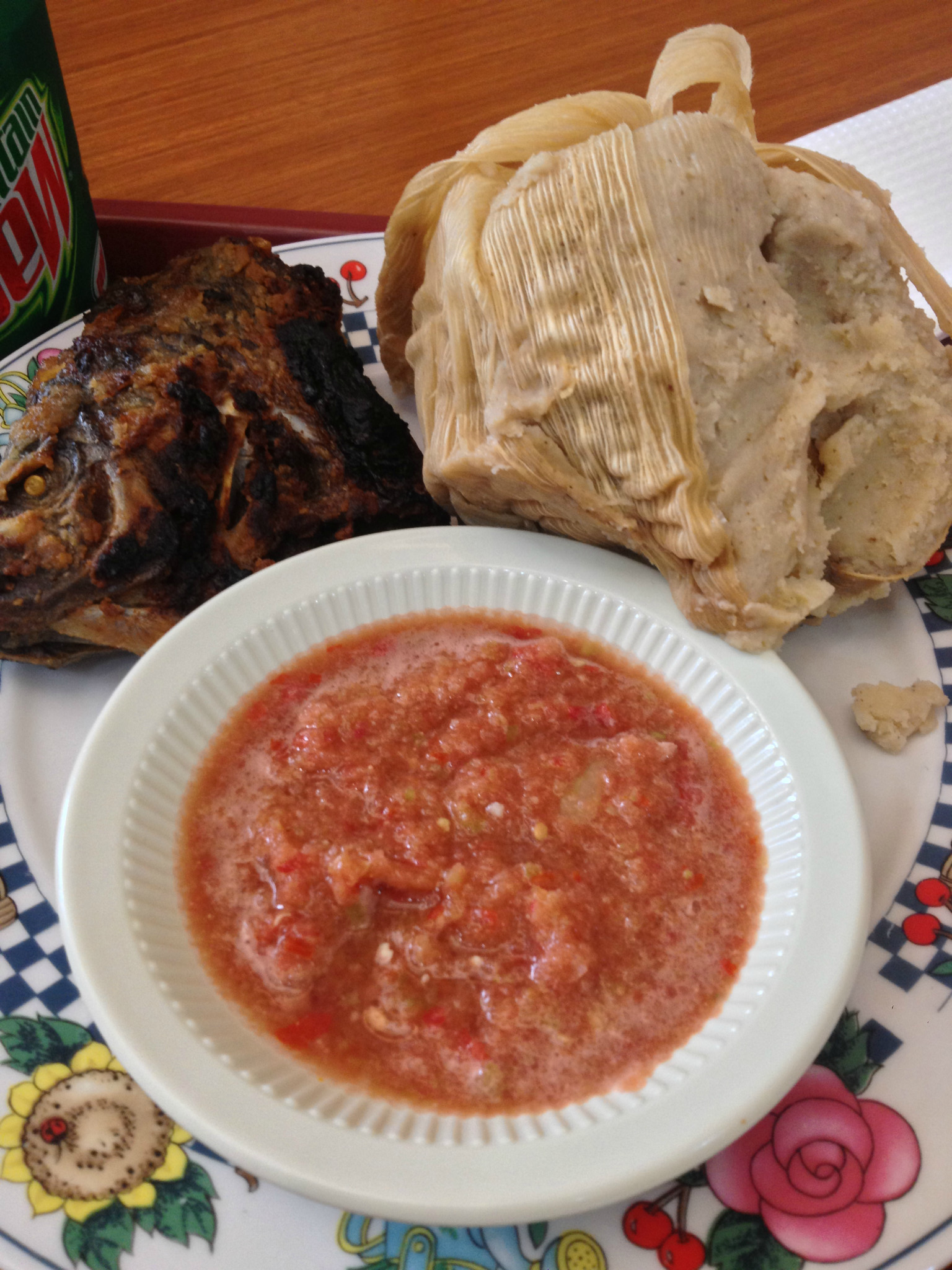
Кенки с жареной рыбой и перцем чили
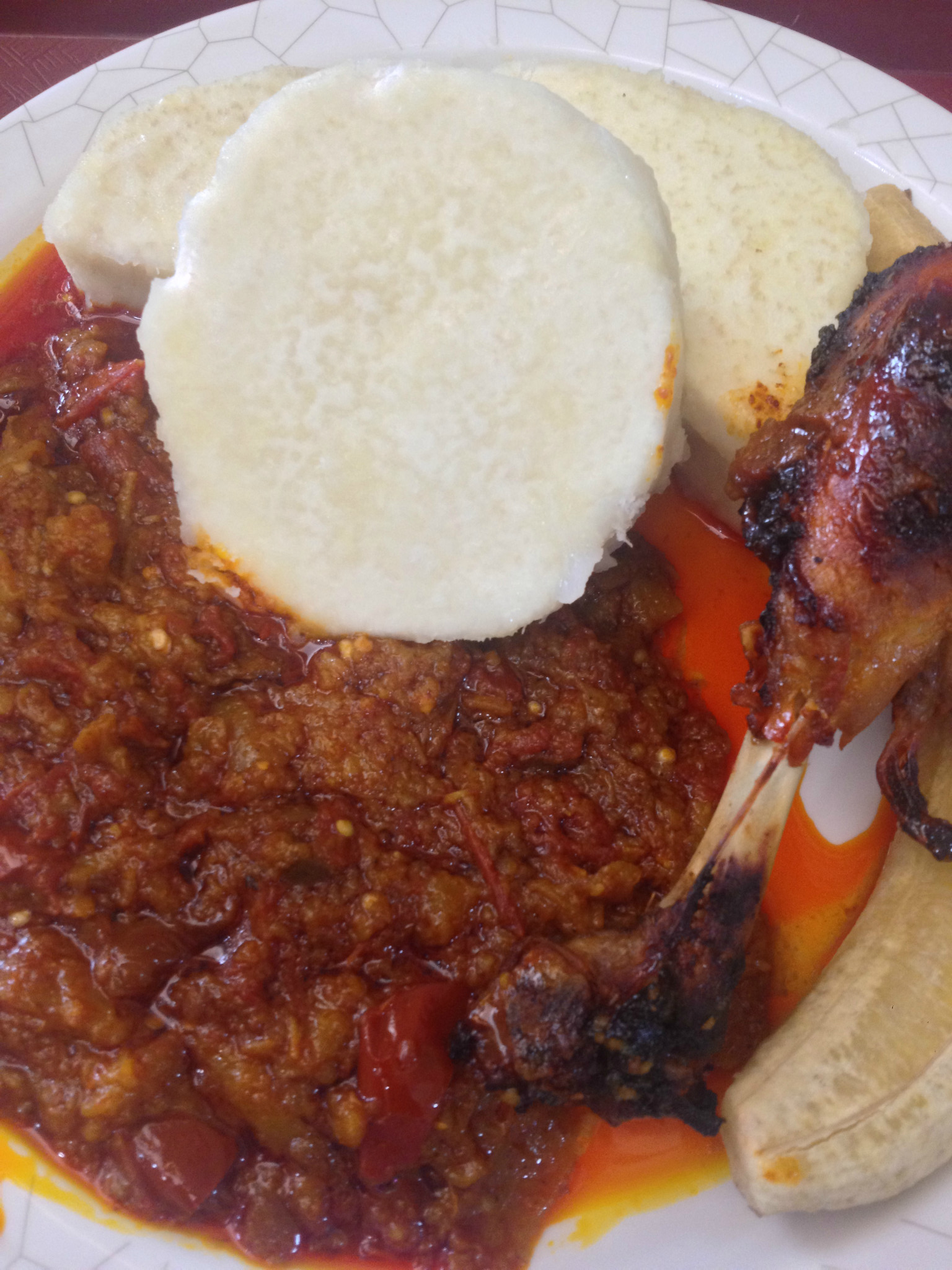
Приготовленный ямс и банан, с тушеным мясом из "садовых яиц" (баклажанов) и курицей
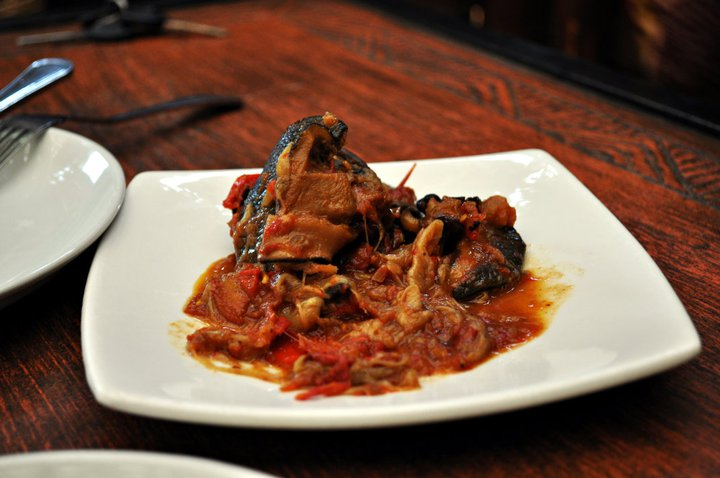
Острый соус по-гански
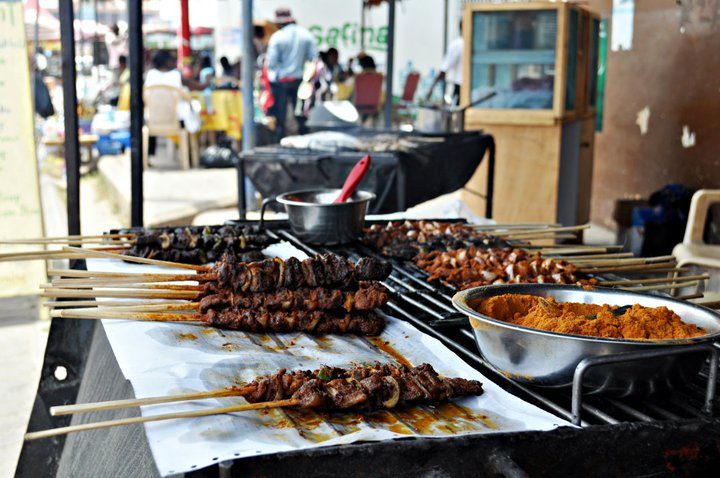
Острый кебаб на гриле по-гански
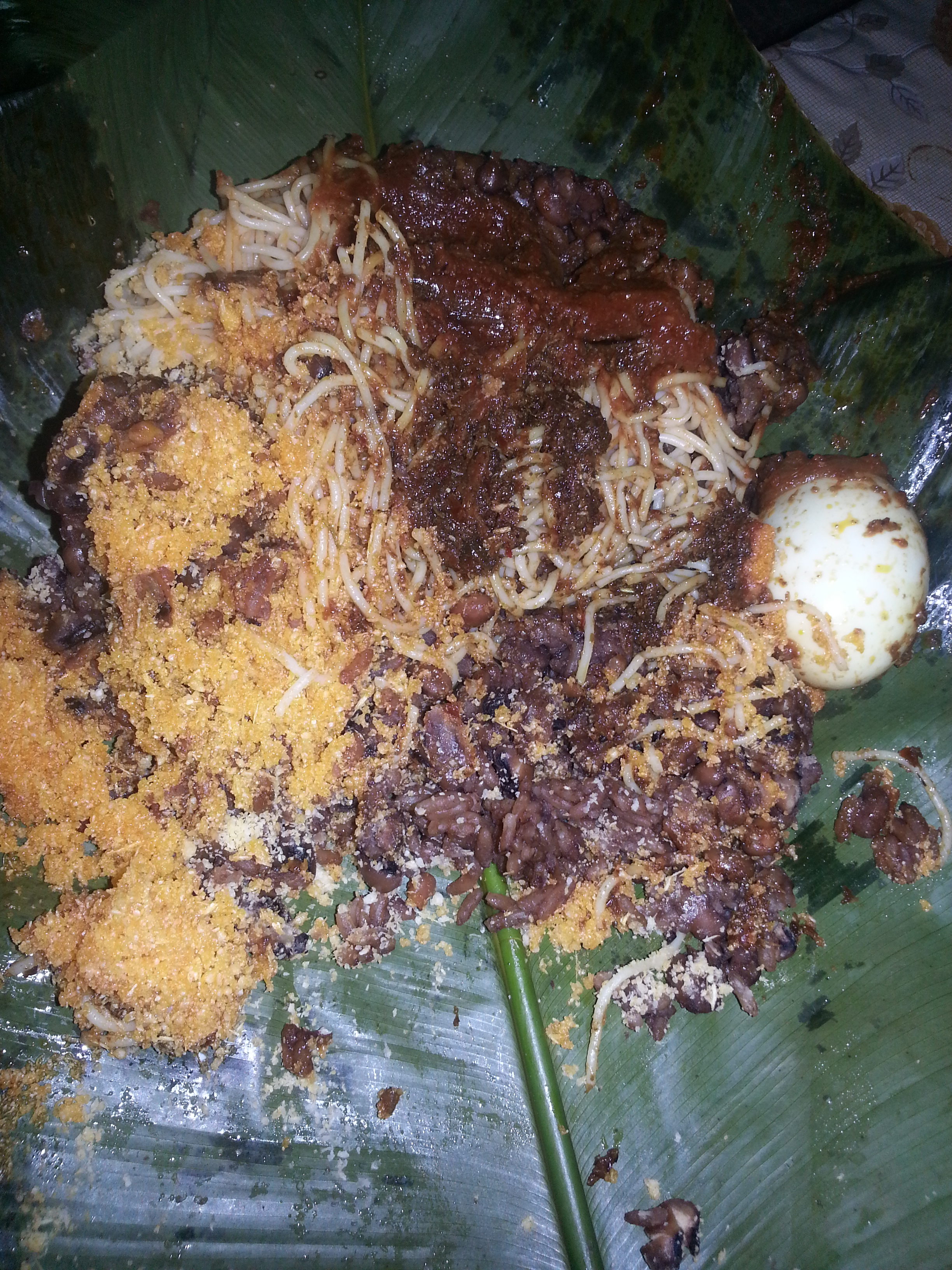
Waakye (рис и фасоль) со спагетти и вареным яйцом
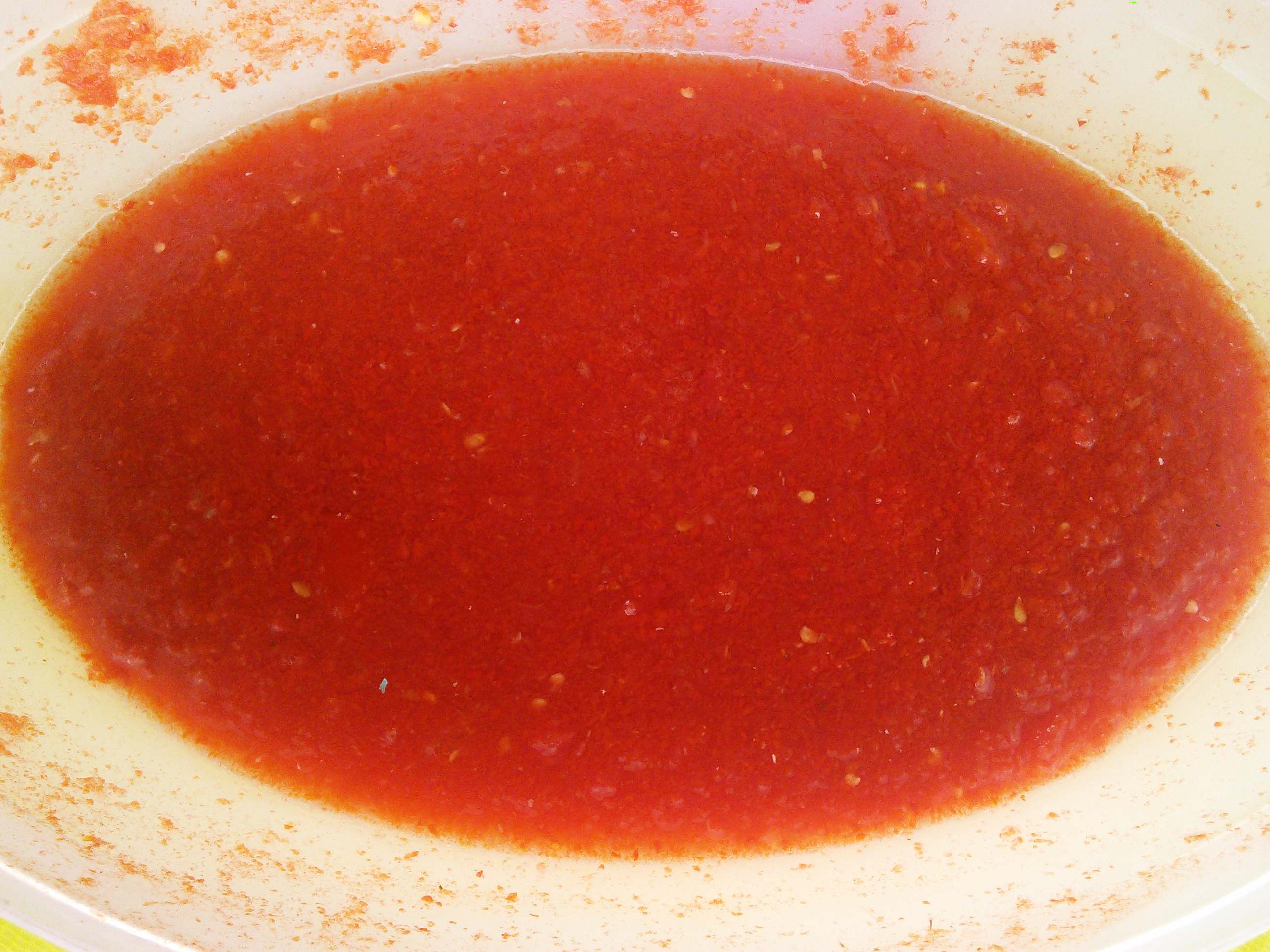
Молотый красный перец, ганский деликатес, в основном сопровождающий банку и кенки
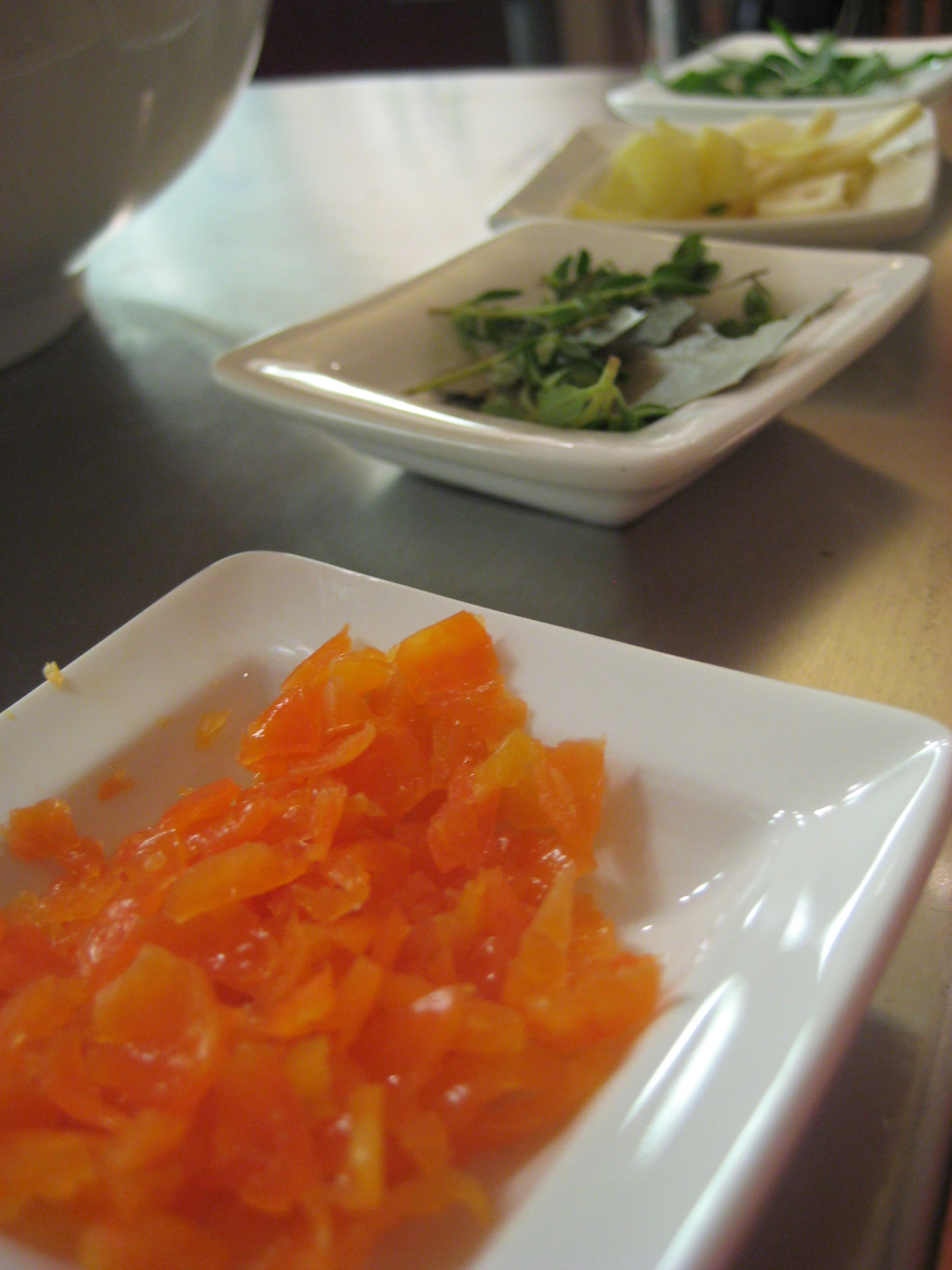
Тубаани или пудинг из черноглазого гороха
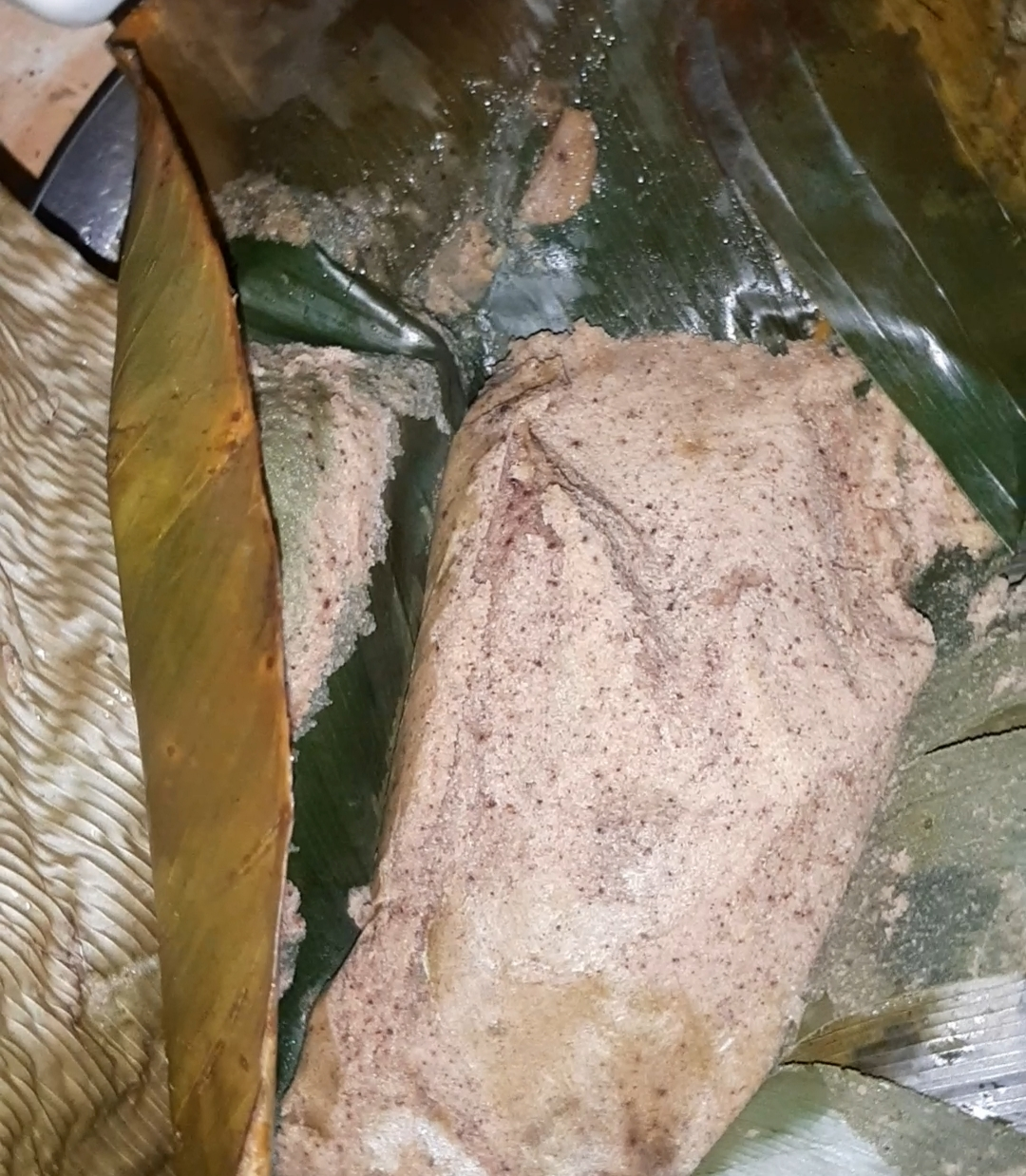
Тубаани, завернутый в листья Ewe eran